# シーラカンス
シーラカンス（学名:Coelacanthiformes）は、シーラカンス目（Coelacanthiformes）に属する魚類。化石種も現生種も含めた総称である。管椎目（かんついもく）とも呼ばれる。

## 歴史
シーラカンス目は多くの化石種によって存在が知られており、古生代デボン紀に出現して広く世界の水域に栄えたが、約6550万年前（中生代白亜紀末）の大量絶滅（K-Pg境界）を境にほとんど全ての種が絶滅した。
長らくシーラカンス目は全て絶滅したものと考えられていたが、1938年12月22日に、南アフリカの北東海岸のチャルムナ川沖で捕らえられた魚がイーストロンドンの博物館員マージョリー・コートニー＝ラティマーの注意を引き、報告を受けたロードス大学の生物学教授J. L. B. スミス博士が、白亜紀末に絶滅したものと考えられていた古代魚「シーラカンス」と特定し、学界や世界を騒然とさせた。この現生種はシーラカンスの代名詞的存在となっているが、生物学上の名称は ラティメリア・カルムナエ (Latimeria chalumnae) である。
その後、1952年12月20日にはインド洋コモロ諸島で同じくカルムナエ種が、1997年にはインドネシアのスラウェシ島近海で別種のラティメリア・メナドエンシス (Latimeria menadoensis) の現生が確認されている。後者は日本語では生息地域の名を採って「インドネシア・シーラカンス」とも呼ばれるようになる。
シーラカンス目は、白亜紀を最後に化石が途絶え、1938年に至るまで現生種が確認されなかったこと、化石種と現生種の間で形態的な差異がほとんど見られないことなどから、これら2種は「生きている化石」との評価を受けた。

## 形態・生態
古生代と中生代のシーラカンス目は、かつては世界中の淡水域や浅い海に広く分布していたと考えられる。体形・体長もさまざまなものが知られ、現生のラティメリア属に近い体形のものから、タイのように体高が高く扁平な体型をした種やアンコウのような丸い形のもいた。また、淡水-汽水域に生息したマウソニアなどには推定される全長が6.3メートルにも達する巨大な種も知られている。現生のシーラカンス2種はいずれも深海に生息し、魚やイカを捕食していると考えられている。
シーラカンスは8つの太く骨のあるひれを持ち、第2背びれ、胸びれ、腹びれ、尻びれには鱗で覆われた筋肉質の基部がある。骨格は脊柱を含めほとんど軟骨で出来ており、肋骨が無い。浮き袋には空気ではなく脂肪が満たされている。鱗は硬鱗であり、コズミン層の退化したコズミン鱗であると考えられている。
シーラカンス目は卵胎生であると化石から推測されていたが、現生種の解剖でそれが証明された。雄の外性器は未だに見つかっておらず、交尾については依然不明である。鱗を観察・研究した結果、妊娠期間は少なくとも5年、寿命は100年と推測される研究結果が出た。
2013年4月17日、「ネイチャー」に発表された研究結果によると、シーラカンスの遺伝子の変化は他種に比べて遅いことが分かった。研究に携わったブロード研究所のカースティン・リンドブラッドトーは、「地球上には生物が変化する必要がない場所が少ないながらもあり、シーラカンスはそういった環境で生存してきた」と指摘している。

## 呼称
シーラカンス目の中で最初に発見・分類された化石種は、属名として Coelacanthus の名を与えられた。 これは 古代ギリシア語: κοῖλος (koilos) 「からっぽの」 ＋ ἄκανθα (akantha) 「（植物の）棘、魚の骨」 に由来する合成語で、尾びれの鰭条が中空の構造を持つことによる命名であったという。
また、国際動物命名規約によりここから科名 Coelacanthidae が作られ、さらに目名 Coelacanthiformes が命名された。
通称名としては、同目に属するさまざまな魚を指して英語で coelacanth （シーラカンス） と呼び、日本語でもこれに倣っている。
なかでも、後に発見され一躍有名になったラティメリア属（Latimeria）の現生種は、「シーラカンス」の名を担う看板的な存在となっている。
日本語の分類名としては Coelacanthiformes をシーラカンス目、Coelacanthidae をシーラカンス科と呼ぶのに対し、属名 Coelacanthus はいわゆるラテン語風にコエラカントゥス（属）と呼ぶことが多い。
日本での通称はかつては「シーラカンサス」とも呼ばれていた。

## 分類
肉鰭亜綱輻鰭下綱に分類され、ハイギョ下綱と四肢動物下綱との共通祖先から分岐した系統だと考えられている。
かつては多くの化石分類群からなる総鰭類に含める説もあったが、総鰭類が一般的に持つ内鼻孔を持たないという特徴があった。

## 科と属

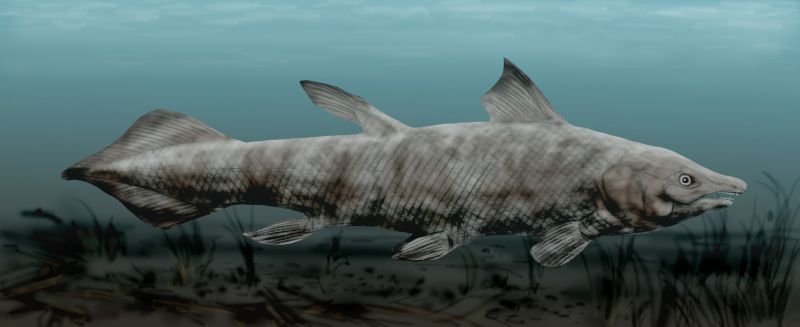
キンレア（復元図）

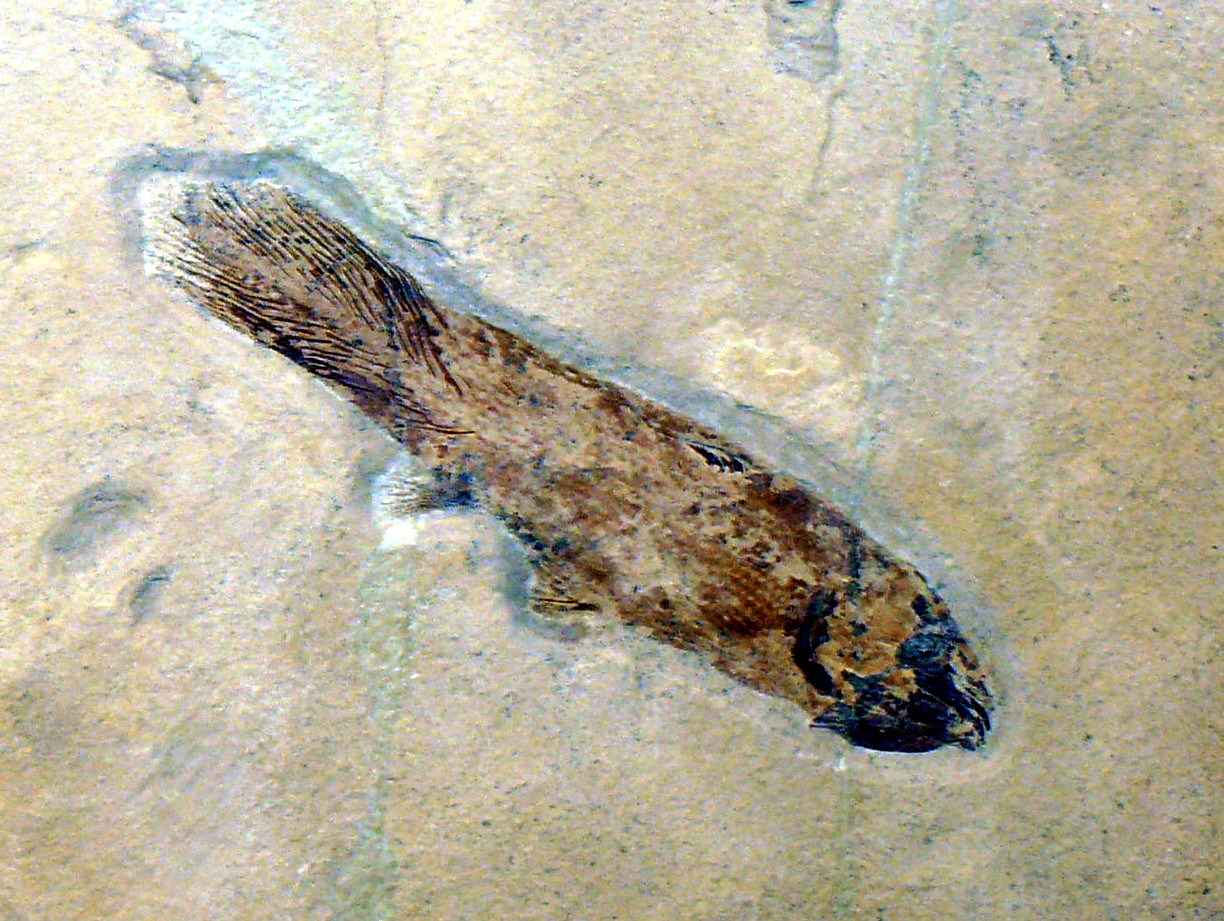
カリドスクトル

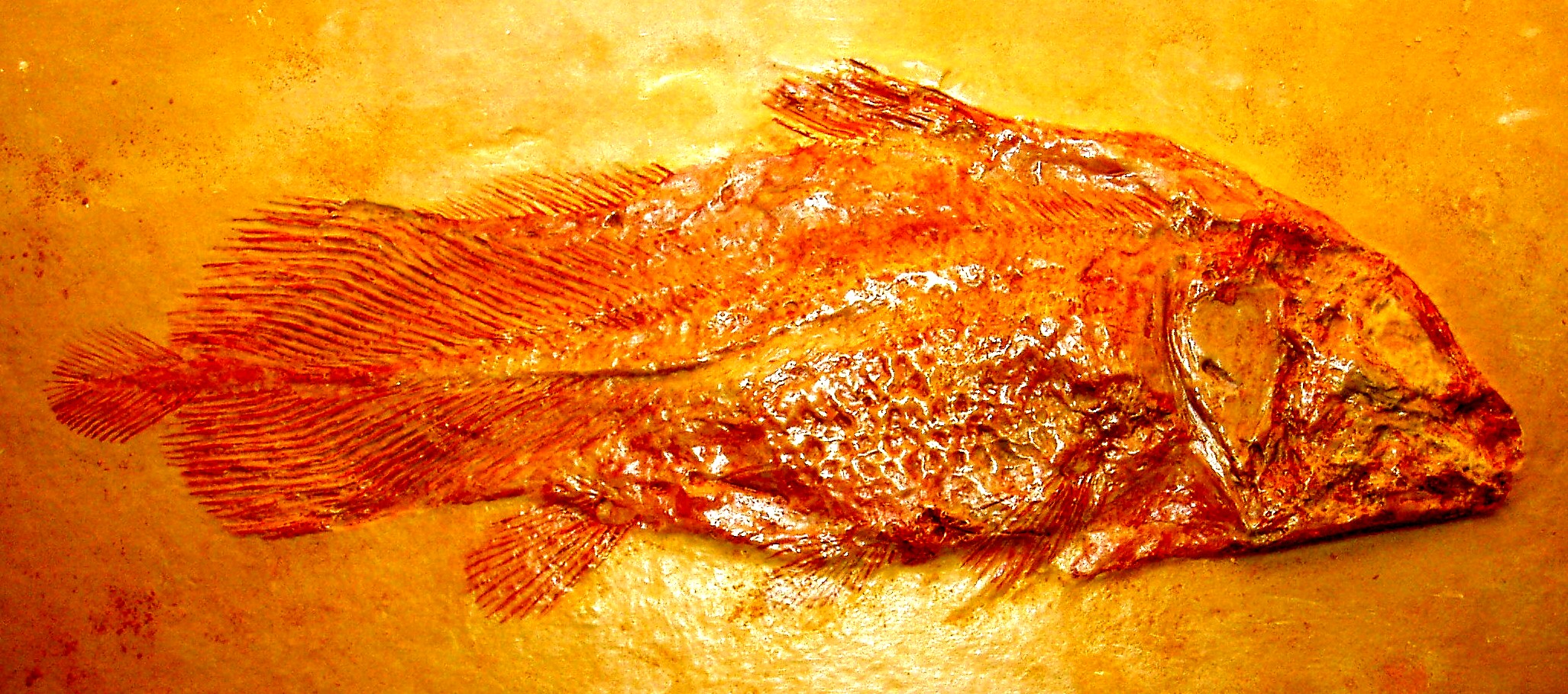
ウンディナピスキス

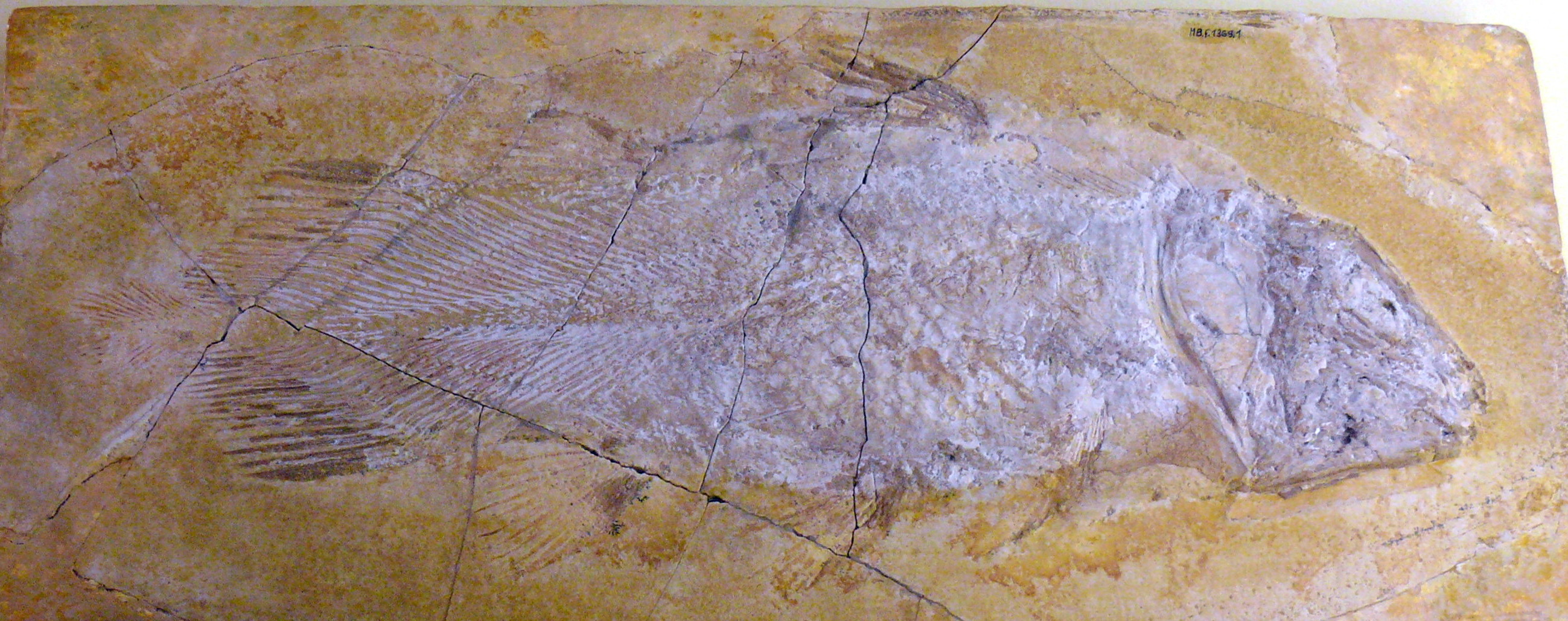
ウンディナ

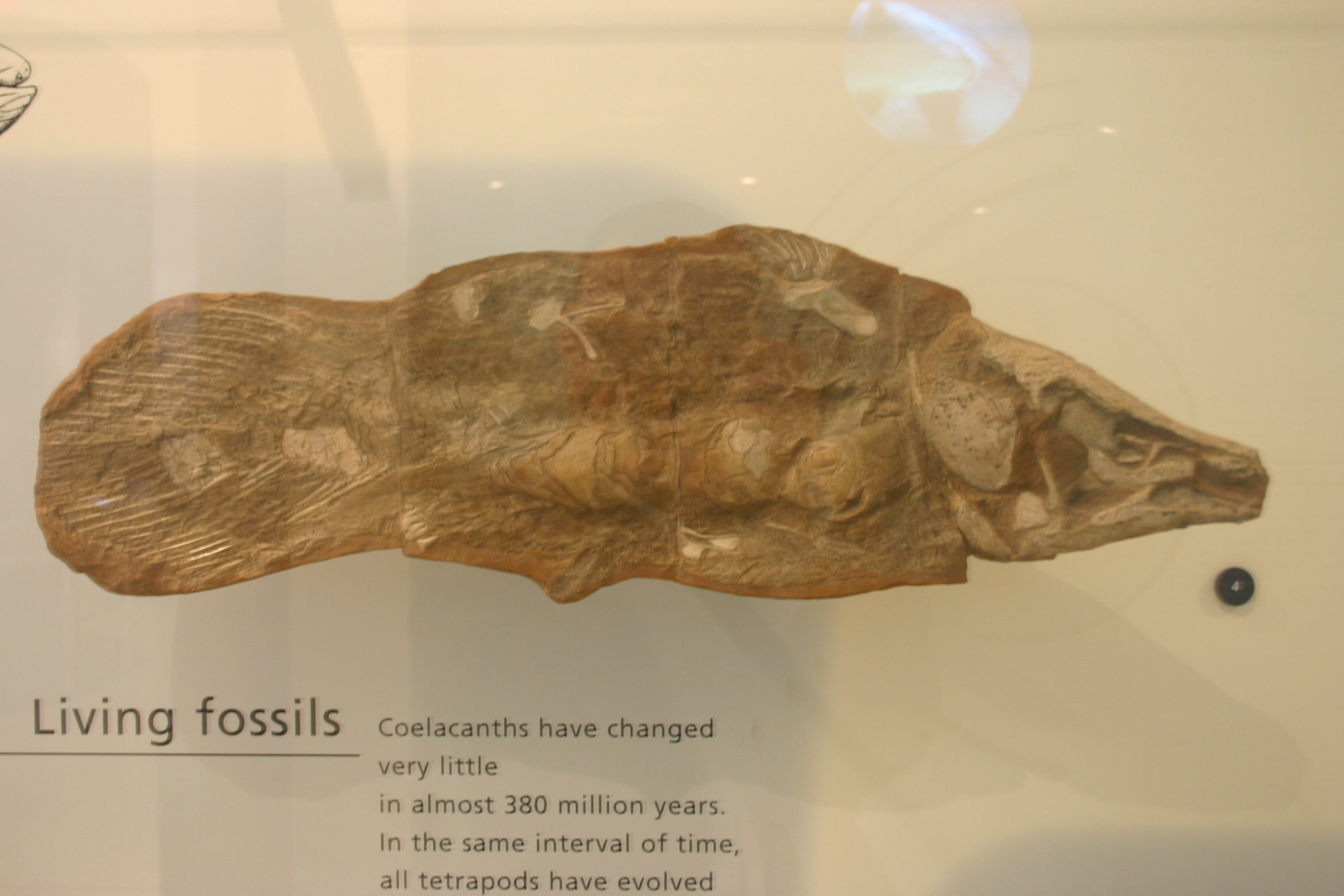
アクセルロディクティス

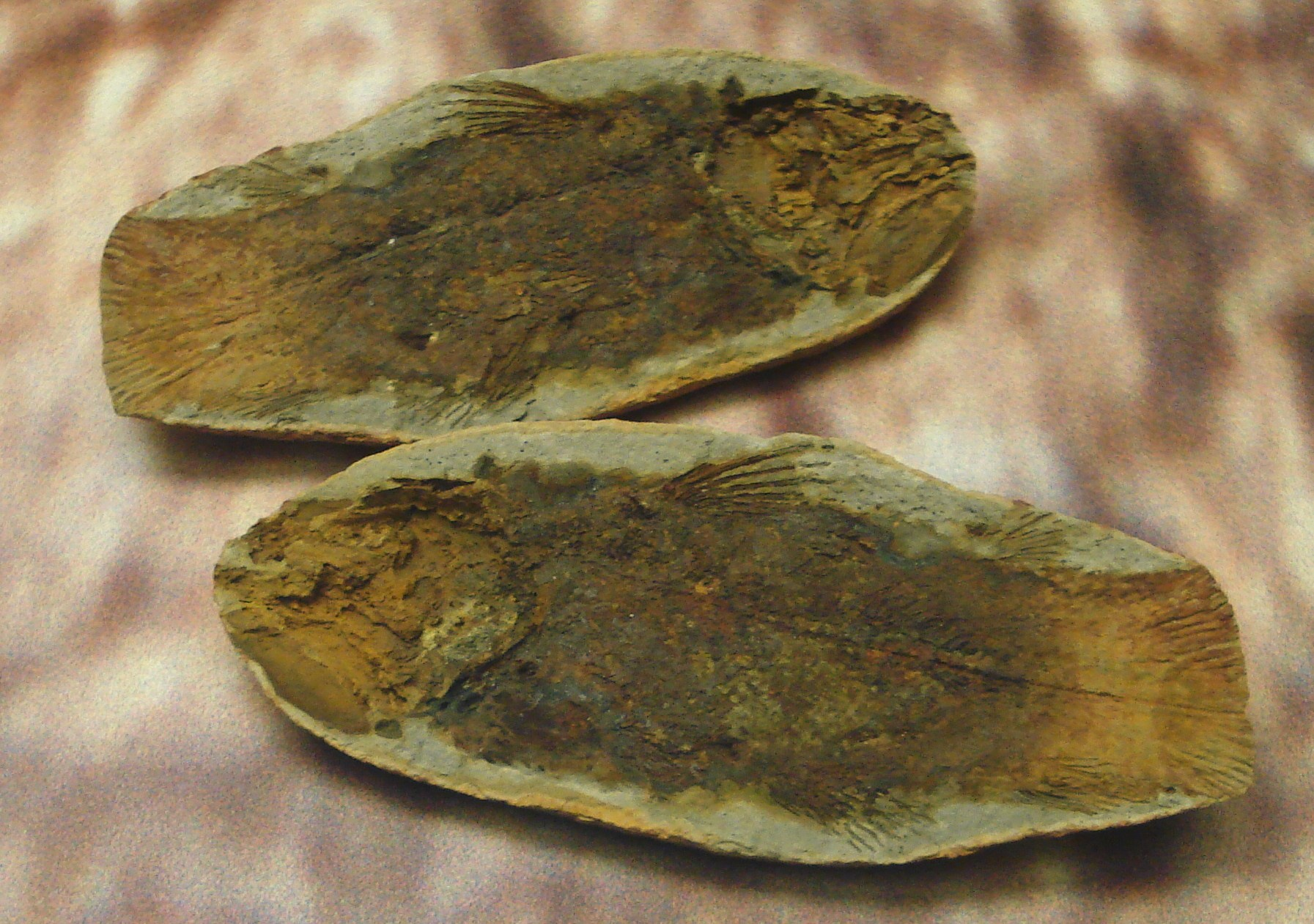
ウィテイア

- シーラカンス目 Coelacanthiformes
  - †シーラカンス科 Coelacanthidae
    - †アクセリア Axelia
    - †ティキネポミス Ticinepomis
    - †コエラカントゥス Coelacanthus
    - †ウィマニア Wimania

  - †ディプロケルキデス科 Diplocercidae
    - †ディプロケルキデス Diplocercides

  - †ハドロネクトル科 Hadronectoridae
    - †アレニプテルス Allenypterus
    - †ハドロネクトル Hadronector
    - †ポリオステオリクス Polyosteorhynchus

  - †マウソニア科 Mawsoniidae
    - †アルコヴェリア Alcoveria
    - †アクセルロディクティス Axelrodichthys
    - †キンレア Chinlea
    - †ディプルルス Diplurus
    - †マウソニア Mawsonia

  - †ミグアシャイア科 Miguashaiidae
    - †ミグアシャイア Miguashaia

  - ラティメリア科 Latimeriidae　（現生）
    - †ホロファグス Holophagus
    - †リビス Libys
    - †マクロポマ Macropoma
    - †マクロポモイデス Macropomoides
    - †メガコエラカントゥス Megacoelacanthus
    - ラティメリア Latimeria　（現生）
    - †ウンディナ Undina

  - †ラウギア科 Laugiidae
    - †コッコデルマ Coccoderma
    - †ラウギア Laugia

  - †ラブドデルマ科 Rhabdodermatidae
    - †カリドスクトル Caridosuctor
    - †ラブドデルマ Rhabdoderma

  - †ウィテイア科 Whiteiidae
    - †ウィテイア Whiteia

## 食用について
シーラカンスは、人間の食料としては不適切な類となる。シーラカンスの肉は、油・尿素・ワックスエステルなどの化合物があり、人間の消化能力では消化できない物質が多く含まれている。味は非常に不味く、下痢を引き起こす恐れがある。鱗からは粘液を放出し、体から分泌される過剰な油と合わさり、とてもヌルヌルした魚である。食すと人体に悪い影響を与える魚であるため、基本的に避けられる。美術館や博物館、個人の収集家によるコレクション目的を除き、商業的価値はない。漫画家の鳥山明は「週刊少年ジャンプ」1983年32号の巻頭企画で、シーラカンスを試食した。